# Kasperl als Professor. Ein philosophisches Lustspiel
Kasperl als Professor ist ein von Franz von Pocci verfasstes Theaterstück aus dem Jahre 1855.

## Handlung
Kasperl arbeitet als Diener für Professor Wassermaier, der, ganz nach seinem Namen, zu Kasperl’s Leidwesen nur Wasser trinkt und sich auch sonst eigentlich von kaum etwas ernährt (Kasperl: „Ich glaub’ sein Magen muss mit lauter Geist ausgefüllt sein.“). Als der Professor schlafen geht, hört Kasperl, dass ein Student an die Tür pocht. Er beschließt, diesen auszurauben, da er durch die eigentümliche Askese des Professors ausgehungert ist. Verkleidet als sein Vorgesetzter öffnet Kasperl den Studenten. Diesem gibt er erst einige unsinnige Antworten auf seine Fragen, bevor er Geld von ihm verlangt. Als der Student sich weigert, wird Kasperl aggressiv und schlägt ihn nieder. Dann nimmt er das Geld seines Opfers und läuft damit ins Wirtshaus. Der ohnmächtige Student wird kurz darauf wieder wach und läuft zur Polizei. Als der Professor aus seinem Zimmer kommt, klopft es. Es ist ein Polizist, der ihn fragt, ob er der Professor sei. Als Wassermaier dies bejaht, wird er wegen des Angriffs auf den Studenten verhaftet. Da kommt Kasperl zurück, der über die Verwechslung amüsiert ist und nun, da er herrenlos ist, dem Publikum seine Dienste anbietet.

## Wissenswertes
Das Stück weist große Ähnlichkeit mit einem späteren Werk Poccis, Kasperl als Porträtmaler, auf. In beiden verkleidet sich Kasperl als sein jeweiliger Vorgesetzter in dessen Abwesenheit, um einen Besucher zu täuschen und sein Geld zu bekommen, wobei er diesen verprügelt. Sein Opfer rennt zur Polizei, welche daraufhin aber an den echten Vorgesetzten gerät, der zurückgekommen ist. Allerdings besteht ein Unterschied der beiden Stücke darin, dass in „Kasperl als Porträtmaler“ der Polizist schließlich doch mit dem echten Kasperl zusammentrifft und ihn verhört, aber von diesem verjagt wird, während bei „Kasperl als Professor“ tatsächlich der echte Professor verhaftet wird. In beiden Fällen bleiben Kasperl's Täuschungen aber ungestraft, da er in diesem Stück überhaupt nicht verdächtigt wird und in dem anderen den Polizisten verjagt.